# Maison de Milivoje Manasić à Radinac
La maison de Milivoje Manasić à Radinac (en serbe cyrillique : Кућа Миливоја Манасића у Радинцу ; en serbe latin : Kuća Milivoja Manasića u Radincu) se trouve à Radinac, sur le territoire de la Ville de Smederevo et dans le district de Podunavlje, en Serbie. Elle est inscrite sur la liste des monuments culturels protégés de la République de Serbie (identifiant no SK 716).

## Présentation
La maison, construite au début du XIXe siècle, est caractéristique du style traditionnel de la région de la Morava.
De plan rectangulaire, elle mesure 12 m sur 7. Elle est bâtie sur de hautes fondations en briques avec des murs en colombages remplis d'un assemblage de matériaux composites ; le toit à quatre pans est recouvert de tuiles.
La maison est constituée de trois pièces. La pièce principale, appelée « kuća » (la « maison » proprement dire), est organisée autour d'un foyer et rassemblait toute la famille ; une grande pièce servait à recevoir les hôtes lors des célébrations et des funérailles ; la dernière pièce, la plus petite, servait de chambre à coucher et de lieu où l'on gardait les biens les plus précieux de la maisonnée. Le bâtiment est également doté d'un porche-galerie avec des piliers et des arcades de style moravien.
Par son architecture, la maison appartient au style traditionnel « développé », la maison étant autrefois réduite à la seule « kuća », désormais agrandie grâce à des pièces complémentaires.